# Alexis Naquet
Alexis Naquet (ou Nacquet) est un peintre en héraldique et enlumineur français du début du XVIIIe siècle. Peintre héraldiste du clergé de France, il meurt en 1763.

## Biographie
On ne sait presque rien de la vie d'Alexis Naquet. Il apparaît dans les almanachs royaux avec le titre de peintre-armoriste du clergé de France, entre 1727 et 1740. 
Il est protégé par le duc d'Olonne, chez qui il loge rue de l'Université jusqu'en 1730puis s’installe la même année à l’entrée de la rue Saint-André, chez le sieur Le Conte marchand gantier . En 1755, il habite rue du Foin, chez M. Defer, maître cordonnier, et se déclare marchand parfumeur et armoriste.
Il meurt à Paris le 17 août 1763 à son domicile rue de la Harpe exerçant alors les activités de marchand gantier parfumeur.

## Œuvre
Dans la plupart de ses ouvrages, Naquet utilise un système mixte original qui relève à la fois de l'estampe et de l'enluminure.
Il a notamment produit plusieurs recueils donnant les armoiries des évêques de France à une date précise. Il utilise pour cela plusieurs estampes, qu'il choisit en fonction du statut du prélat (évêque ou archevêque, titulaire de l'ordre du Saint-Esprit ou non...), qu'il va ensuite enluminer avec tous les éléments individuels (armoiries proprement dites, manteau, couronne utilisée...).
Ont été localisées (en 2016) les œuvres suivantes, publiées entre 1722 et 1730 :
- British Library, 1570/5984
- Bibliothèque Mazarine, ms 2414
- Bibliothèque de l'Arsenal, ms 6539 — En ligne sur Gallica
- Victoria and Albert Museum (Londres), E.7225A-1908
- BnF, Estampes, Pc-19-4 — En ligne sur Gallica
- Médiathèque Michel-Crépeau (La Rochelle), Réserve 134 B

Il enlumine aussi en 1722 un recueil des armoiries des plus grandes maisons d'Europe, encore attesté en mains privées en 1823.
Enfin, une gouache représentant les armes d'alliance de Anne Angèlique de Harlus, deuxième épouse du duc d'Olonne en 1717, a été offerte au musée de la renaissance au Château d'Écouen, par Valery Giscard d'Estaing en 2013 (Musée de la renaissance, château d'Ecouen, EC 1982 ).
Comme de nombreux artistes héraldistes de ce temps, il travaillait surtout pour des cérémonies (en l'occurrence, celles du clergé de France), peignant des armoiries, éphémères, dont aucune n'a survécu.